# Cjamango
Cjamango es una película spaghetti western italiana de 1967 dirigida por Edoardo Mulargia y protagonizado por Ivan Rassimov (acreditado como Sean Todd). La película se estrenó oficialmente en Alemania como Django Kreuze im Blutigen Sand («Django se cruza en las arenas sangrientas»), como otra secuela no oficial de la película Django de 1966. La película Chiedi perdono a Dio... non a me (1968) presenta a George Ardisson como Cjamango McDonald.

## Argumento
Tras ganar una partida de póker a un mexicano, Cjamango consigue una gran cantidad de oro. Por desgracia, una banda de pistoleros capitaneada por el mexicano Don Pablo y el gringo El Tigre aparece en el salón, matando a todos y quedándose con el oro. Sin embargo, Cjamango acaba sobreviviendo al asalto y a las pocas semanas va en busca del oro, dispuesto a enfrentarse a los ladrones.

## Reparto
- Ivan Rassimov: Cjamango (como Sean Todd).
- Hélène Chanel: Perla Hernandez.
- Mickey Hargitay: Clinton.
- Livio Lorenzon: Don Pablo.
- Piero Lulli: El Tigre.
- Giusva Fioravanti: Manuel Hernandez.
- Ignazio Spalla: El mexicano.
- Gino Buzzanca: Hernandez.